# جلبان كبير الزهر
جلبان كبير الزهر نبات عشبي عارش معمر يعلو نحو 150 سم. ساقه مضلعة مجنحة. وريقاته بيضية الشكل نافرة العروق. أزهاره عنقودية بنفسجية عادمة العرف. إزهراره يستمر من حزيران إلى تموز.